# 이다 디베네데토
이다 디베네데토(이탈리아어: Ida Di Benedetto, 1945년 6월 3일 ~ )는 이탈리아의 배우, 영화 제작자이다.